# ソフィー・シムネット
ソフィー・シムネット（Sophie Simnett、1997年12月5日 - ） は、イングランドの女優。ディズニー・チャンネルのミュージカルシリーズ『ザ・ロッジ』のスカイ・ハート役や、Netflixドラマシリーズ『デイブレイク』のサマイラ・ディーン役で知られる。

## 主な出演作品
- ディケンジアン (2015)
- ハーラン・コーベンの「ザ・ファイブ」(2016)
- お母さんのリスト (2016)
- ザ・ロッジ (2016—2017)
- 刑事モース〜オックスフォード事件簿〜 (2017)
- 身代金 (2017)
- ポルダーク (2018)
- 親戚と一緒にクリスマスを乗り切る (2018)
- デイブレイク (2019)
- スティーラーズ (2021)
- クリスマスへの最終列車 (2021)